# Карліньйос Браун
Карліньйос Браун (порт. Carlinhos Brown), справжнє ім'я Антоніо Карлос Сантос де Фрейтас (порт. Antônio Carlos Santos de Freitas) — бразильский музикант, перкусіоніст, співак та композитор.

## Біографія
Антоніо Карлос Сантос де Фрейтас народився 1962 року в Салвадорі, штат Баїя, Бразилія. В середині 1970-х років його найняла місцева співачка, щоб він виступав з нею в барах Сальвадору, граючи на перкусії. Першим справжнім музичним вчителем Брауна став Освальдо Алвес да Сілва, який прищепив підлітку любов до бразильського фольклору та етнічної музики.
1979 року відбувся перший професійний запис Брауна у складі рок-гурту Mar Revolto. На початку 1980-х років він був одним з найбільш відомих музикантів рідної Баїї, разом з цим працюючи у звукозаписувальній компанії в Салвадорі. Браун почав писати власну музику для інших виконавців. Серед його ранніх хітів — пісня «Visão Do Ciclope» Луїса Калдаса та «Meia Lua Inteira» Каетану Велозу. Серед інших артистів, з якими працював Браун, Жілберту Гіл, Гал Коста, Жуан Жілберту, Джаван, Жуан Боско.
1991 року Браун створив колектив перкусіоністів, який отримав назву «Timbalada» (від «тімбау» — національного бразильського барабану) — невдовзі їх однойменний альбом був визнаний в часописі «Білборд» найкращим релізом Латинської Америки. Окрім цього Браун записав диск Bahia Black — Ritual Beating System, на якому відзначився як співак, а також написав п'ять пісень для альбому Brasileiro Серхіо Мендеса, що отримав «Греммі». 1996 року Браун видав перший сольний альбом Alfagamabetizado, а ще за два роки — другу платівку Omelete Man.
У 2000-ні роки Карліньйос Браун продовжував випускати сольні альбоми — Bahia do Mundo — Mito e Verdade, Carlito Marrón та Candombless. 2002 року він заснував новий проєкт Tribalistas з подругою Марісою Монте та Арнальдо Антунесом. Окрім музики Браун захопився живописом, і 2013 року відбулася його перша персональна виставка. Також Браун записував музику для кінофільмів та брав участь в журі телешоу «The Voice Brazil».

## Дискографія
Сольні альбоми
- Alfagamabetizado
- Omelete Man
- Bahia do Mundo — Mito e Verdade
- Carlinhos Brown es Carlito Marron
- Candombless
- A Gente Ainda Não Sonhou
- Diminuto
- Adobró
- Mixturada Brasileira
- VIBRAAASIL Beats Celebration
- Marabô
- Ritual Beat System
- Artefireaccua — Incinerando o Inferno
- Semelhantes

Спільні проєкти
- Tribalistas
- Carlinhos Brown e DJ Dero Candyall Beat
- Tribalistas (2017)
- Tribalistas Ao Vivo (2019)

Збірки
- Para Sempre
- Mil Verões — Greatest Hits
- Série Retratos
- BIS

DVD
- Ao Vivo no Festival de Verão Salvador
- Tribalistas (2002)
- Tribalistas (2017)
- Tribalistas Ao Vivo (2019)[7]